# Toprakhisar, Altınözü
Toprakhisar là một xã thuộc huyện Altınözü, tỉnh Hatay, Thổ Nhĩ Kỳ. Dân số thời điểm năm 2011 là 2.338 người.